# زمیندار کوچک
زمیندار کوچک (به انگلیسی: Little Zamindar) یا بچه زمیندار 
(به تلوگویی: Pilla Zamindar) فیلمی هندی محصول سال ۲۰۱۱ و به کارگردانی جی. آشوک است. در این فیلم بازیگرانی همچون نانی، هاریپریا، بیندو مادهوی و مگنا نایدو ایفای نقش کرده‌اند.